# Delphinium albocoeruleum
Delphinium albocoeruleum är en ranunkelväxtart som beskrevs av Carl Maximowicz. Delphinium albocoeruleum ingår i släktet storriddarsporrar, och familjen ranunkelväxter. Utöver nominatformen finns också underarten D. a. przewalskii.